# Герб Каргополя
Герб Каргополя — опознавательно-правовой знак, составленный в соответствии с правилами геральдики, символ города Каргополя в Каргопольском районе Архангельской области.

## Описание герба
Описание герба:
В голубом поле лежащий в огне на дровах баран.

## История герба
Эмблема «агнец на пылающем костре» впервые появилась на военных знамёнах 1712 года и была взята из книги «Символы и эмблемата».
В июне 1728 года Верховный тайный совет издал указ о введении нового образца полковых знамён с государственным и городским гербами. В 1729 году под руководством обер-директора над фортификацией генерала Б. К. Миниха и при участии художника Андрея Баранова (живописца А. Д. Меншикова) был составлен Знамённый гербовник. 8 (19) марта 1730 года новые гербы для полковых знамён были утверждены. Герб каргопольского полка имел следующее описание: «Бѣлый баранъ, лежащій в огнѣ на дровахъ (что учинилъ Санти); полѣ лазоревое».
Гербы 1730 года должны были размещаться не только на полковых знамёнах, но и на печатях, которыми губернаторы и воеводы опечатывали все бумаги, кроме партикулярных. Таким образом, герб Каргопольского полка уже с этого периода стал приобретать статус городского герба.
В 1776 году Каргопольский уезд вошёл в Олонецкую провинцию Новгородского наместничества.
Герб Каргополя был Высочайше утверждён императрицей Екатериной II 16 (27) августа 1781 года вместе с другими гербами городов Новгородского наместничества (ПСЗ, 1781, Закон № 15209).
С 1937 года город в составе Архангельской области. В 2006 году было образовано Муниципальное образование «Каргопольское». Решения о возрождении или восстановлении исторического герба Каргополя в качестве его официального символа пока не приняты.

## Похожие гербы

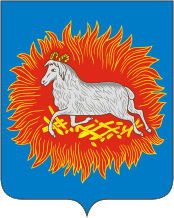
Герб Каргопольского района

Решением Собрания депутатов муниципального образования «Каргопольский район» от 30 июня 2004 года был утверждён герб Каргопольского района, основанный на реконструкции исторического герба Каргополя. Его описание гласит: «В лазоревом (синем, голубом) поле серебряный, с золотыми рогами баран, лежащий на золотых головнях; все объято червлёным (красным) с золотой тонкой каймой, пламенем».